# Бремсніц
Бремсніц (нім. Bremsnitz) — громада в Німеччині, розташована в землі Тюрингія. Входить до складу району Заале-Гольцланд. Складова частина об'єднання громад Гюгелланд/Телер.
Площа — 6,57 км2. Населення становить 150 ос. (станом на 31 грудня 2021).